# Ashley (Dakota Północna)
Ashley – miasto w Stanach Zjednoczonych, w stanie Dakota Północna, stolica hrabstwa McIntosh. W 2008 liczyło 764 mieszkańców.